# Michael Bedard
Michael Bedard (Toronto, 26 giugno 1949) è uno scrittore e illustratore canadese.
Creatore di romanzi e fiabe per bambini come Sitting Ducks. Bedard vive attualmente a Toronto con la moglie Martha. Ha quattro figli e cinque nipoti.

## Premi ed eventi
- Governor General's Literary Award, Canada, 1990
- Canadian Library Association Book of the Year Award for Children, 1991
- IODE Violet Downey Book Award, 1991
- National Chapter of Canada, and runner-up, 1991
- Young Adult Canadian award, 1991
- IODE Book Award (Toronto chapter), 1991